# John Lowther (1er vicomte Lonsdale)
John Lowther (25 avril 1655 - 10 juillet 1700  ) est un homme politique anglais.

## Biographie
Il est né à Hackthorpe Hall, Lowther, Westmorland, fils du colonel John Lowther et de son épouse, Elizabeth, fille de Sir Henry Bellingham. Il fait ses études à la Kendal Grammar School et à la Sedbergh School avant d'être admis au Queen's College d'Oxford (immatriculé en 1670). Il est admis au temple intérieur en 1671 et au barreau en 1677 . Avant sa création en tant que vicomte en 1696, John succède à son grand-père, un autre sir John Lowther (1er baronnet) (1605-1675), en tant que baronnet et a été deux fois député de Westmorland entre 1677 et 1696. En 1688, il réussit à protéger Cumberland et Westmorland pour le roi Guillaume III et est nommé membre du Conseil privé en 1689. En 1690, il est premier lord du trésor et est Lord du sceau privé de mars 1699 jusqu'à sa mort. Il est gravement blessé lors d'un duel en 1691.
Le 3 décembre 1674, il épouse Katherine Thynne (décédée avant 1713), fille de sir Henry Frederick Thynne, 1er baronnet . Ils ont des enfants:
- Richard Lowther, 2e vicomte Lonsdale (décédé en 1713)
- Henry Lowther (3e vicomte Lonsdale) (décédé en 1751)
- Mary Lowther (1866 - 16 avril 1706), mariée en février 1692, Sir John Wentworth, 1er baronnet, de North Elmsall. Mary est enterrée à l'abbaye de Bath, dans le Somerset, où elle est commémorée par un mémorial de marbre sur le mur sud du chœur.
- Elizabeth Lowther, mariée le 6 août 1695 Sir William Ramsden, 2e baronnet
- Margaret Lowther (décédée le 15 septembre 1728), mariée le 20 avril 1706, à Joseph Pennington (2e baronnet)
- Barbara Lowther (décédée en 1716), mariée vers 1703 avec Thomas Howard de Corby (décédée en 1740)
- Anthony Lowther (décédé en 1741)
- Jane Lowther (décédée en 1752), célibataire

Il meurt à Lowther en 1700 et est enterré dans le cimetière de Lowther. Sa branche de la famille Lowther s'éteint lorsque son fils Henry, le 3e vicomte (1694-1751), meurt célibataire en mars 1751.
Lonsdale écrit en 1688 un bref compte-rendu des événements survenus entre l'avènement de Jacques II et le débarquement du prince d'Orange à Torbay, lequel est ensuite imprimé comme Mémoires du règne de Jacques II (en 1808 (à usage privé) et à nouveau en 1857 . Les Mémoires ne révèlent pas plus le rôle de Lonsdale dans les événements que ses déclarations publiques.